# Panagiotis Triantafyllou
Panagiotis Triantafyllou –en griego, Παναγιώτης Τριανταφύλλου– (19 de marzo de 1986) es un deportista griego que compite en esgrima en silla de ruedas. Ganó dos medallas en los Juegos Paralímpicos de Verano, plata en Río de Janeiro 2016 y bronce en Tokio 2020.

## Palmarés internacional
| Juegos Paralímpicos | Juegos Paralímpicos     | Juegos Paralímpicos | Juegos Paralímpicos |
| Año                 | Lugar                   | Medalla             | Prueba              |
| ------------------- | ----------------------- | ------------------- | ------------------- |
| 2016                | Río de Janeiro (Brasil) | Medalla de plata    | Sable individual B  |
| 2020                | Tokio (Japón)           | Medalla de bronce   | Sable individual B  |